# Senecio bipinnatus
Senecio bipinnatus là một loài thực vật có hoa trong họ Cúc. Loài này được (Thunb.) Less. miêu tả khoa học đầu tiên.